# Сефи-хан
Сефи-хан Муганский (азерб. Səfi xan Muğanlı) — четвёртый хан Джавадского ханства, или правитель Мугана, полководец.
Русский военный историк П. Бутков отмечал, что в 1796 году в Джавадском регионе насчитывалось 470 семей или 1410 мужчин, большинство из которых были терекеменцами. Ими управлял Сефи-хан, живший в поселении Джавад. Если считать, что мужское население равно женскому, то становится ясно, что в то время в Джаваде проживало около 2820 человек. По словам П. Буткова, численность населения Джавадского ханства соответствует общей численности населения Муганской провинции.